# Calineuria crassicauda
Calineuria crassicauda és una espècie d'insecte plecòpter pertanyent a la família dels pèrlids.

## Descripció
- El cos del mascle adult fa entre 15 i 17 mm de llargària (les ales anteriors en fan 19-21), és de color groc amb una franja marró fosc entre els ulls, les antenes i el pronot són marrons, les ales hialines, les potes grogues i els cercs marró fosc.
- El cos de la femella adulta fa entre 17 i 25 mm de llargada (les ales anteriors en fan entre 22 i 27) i és similar al mascle.[2]

## Distribució geogràfica
Es troba a Àsia: el Japó.